# Les Sœurs (film)
Pour l’article homonyme, voir Les Sœurs (homonymie).
Pour plus de détails, voir Fiche technique et Distribution.
Les Sœurs ou L'histoire de trois Sœurs (Kız Kardeşler) est un film turc réalisé par Emin Alper, sorti en 2019.

## Synopsis
Dans un village reculé du milieu de l'Anatolie (haut plateau), Şevket, veuf, envoie ses trois filles, Reyhan, Nurhan et Havva, en ville comme bonnes. Et on les lui ramène.
Reyhan, la sœur aînée, enceinte, est rentrée la première. On l'a mariée au premier berger disponible, Veyzel.
Havva, la cadette, est renvoyée à la maison, à la mort de l'enfant dont elle était chargée.
Nurhan, la seconde, qui a repris la charge de Reyhan comme garde d'enfant auprès du docteur Necati, est renvoyée pour avoir donné une pichenette au fils qui pissait au lit.

## Fiche technique
- Titre original : Kız Kardeşler
- Titre français : Les Sœurs
- Réalisation et scénario : Emin Alper
- Direction artistique : Osman Cankirili
- Costumes : Alceste Tosca Wegner
- Photographie : Emre Erkmen
- Montage : Cicek Kahraman
- Musique : Giorgos Papaioannou et Nikos Papaioannou
- Pays d'origine : Turquie
- Format : Couleurs - 35 mm - 1,85:1
- Genre : drame
- Durée : 108 minutes
- Dates de sortie :
  - Allemagne : 11 février 2019 (Berlinale 2019)
  - Turquie : 13 septembre 2019

## Distribution
- Cemre Ebuzziya : Reyhan
- Ece Yüksel : Nurhan
- Helin Kandemir : Havva
- Müfit Kayacan : Sevket
- Kayhan Açikgöz : Veysel

## Distinctions

### Récompense
- Festival international du film d'Istanbul 2019 : Meilleur film

### Sélection
- Berlinale 2019 : sélection en compétition officielle